# Верхньочонське нафтогазоконденсатне родовище
Верхньочонське нафтогазоконденсатне родовище — одне з родовищ Непсько-Ботуобинської нафтогазоносної області Лєно-Тунгуської нафтогазоносної провінції, станом на 2016 рік третє за запасами газу в Іркутській області Росії (після унікального Ковиктинського та Чиканського).

## Опис
Відкрите у 1978 році за 250 км від міста Кіренськ в Катангському районі на півночі області, в басейні річки Чона. Через два роки виявлена нафтова частина родовища. Поклади вуглеводнів встановлено у докембрійських відкладеннях (колектори — доломіти та пісковики) та горизонті нижнього кембрію (колектор — карбонати).
Запаси родовища за російською класифікаційною системою оцінюються у 200 млн т нафти та 96 млрд м³ газу.
Розробкою родовища займається «Верхньочонськнафтогаз», серед власників якого основну роль відіграють компанії «ТНК-ВР» (63 %) та «Роснафта» (26 %). На першому етапі, що розпочався у 2005 році, видобута нафта транспортувалась тимчасовим трубопроводом довжиною 574 км та діаметром 200 мм, прокладеним до залізничної станції в Усть-Куті. Його потужність становила лише 1 млн тонн на рік, так що введення Верхньочонського в повноцінну експлуатацію відбулось лише через три роки, коли воно було під'єднане до системи «Східний Сибір — Тихий океан» за допомогою трубопроводу довжиною 85 км до розташованого в сусідній Якутії Талаканського родовища.
Станом на кінець 2015 року на родовищі пробурено до 200 свердловин, а накопичений видобуток нафти сягнув 40 млн тонн. У межах програми з утилізації попутного нафтового газу було розроблено проект його закачування у створене в карбонатних породах сховище з об'ємом до 1 млрд м3.
Верхньочонське родовище також розглядається як одне із джерел для наповнення магістрального газопроводу «Сила Сибіру».